# Президентство Бориса Тадича
Президентство Бориса Тадича — период с 11 июля 2004 года по 5 апреля 2012 года, в течение которого Борис Тадич находился в должности Президента Сербии.

## Первый президентский срок

### Избрание
Согласно законодательству Сербии того времени, выборы могли считаться состоявшимися, если явка избирателей на них была не меньше 50 %. После трёх последовательных неудачных в связи с недобором этих процентов президентских выборов это положение было отменено. Новые выборы были назначены на 13 июня 2004 года. Новоизбранный лидер «Демократической партии» Борис Тадич принял в них участие, проиграв в первом туре националисту Томиславу Николичу из «Сербской радикальной партии», но опередив его во втором с 53,24 % голосов. Инаугурация состоялась 11 июля 2004 года. Вступив в должность, он обратился к гражданам Сербии, назвав основные цели своего президентства: сохранение свободы, завоёванной 5 октября 2000 года, вступление Сербии в Европейский Союз, улучшение уровня жизни, стабильность и решение проблемы Косово и Метохии путём компромиссов, но не предавая национальные интересы. Ранее, в декабре 2003, на парламентских выборах партия будущего президента заняла третье место с 12,58 %.

### Деятельность
Борис Тадич выступал за сотрудничество и примирение с бывшими югославскими странами, взаимоотношения с которыми сильно пострадали во время войн девяностых годов. В качестве Президента он публично извинился перед всеми, кто пострадал от преступлений, совершённых от имени сербского народа. В 2005 году он посетил Сребреницу на десятую годовщину трагедии.
После референдума о независимости Черногории был первым главой иностранного государства, посетившим страну, пообещав продолжить с ней дружеские отношения. Сербия в тот момент также объявила о независимости, и Тадич присутствовал на поднятии сербского флага в штаб-квартире Организации Объединённых Наций в Нью-Йорке. Государственный союз Сербии и Черногории де-факто и де-юре прекратил своё существование.
В 2006 году в Сербии прошёл конституционный референдум, на котором подавляющим большинством голосов была принята Конституция Сербии. В ней впервые, начиная с 1918 года, Сербия называлась независимым государством, а также в основном законе обозначалось следующее:
- главенство частной собственности;
- общеевропейские ценности;
- Президент — Главнокомандующий Вооружённых сил;
- Национальный банк Сербии — независимый орган;
- органы местного самоуправления получили бо́льшую самостоятельность;
- языки национальных меньшинств стали официальны на местных уровнях;
- Воеводина приобрела экономическую автономию;
- Гимн Сербии —  «Боже правде»;
- защита прав потребителей, матерей, детей и меньшинств;
- гарантия права каждого гражданина на получение информации общественной важности;
- брак — «союз мужчины и женщины».

Вместе с Воиславом Коштуницей и Милорадом Додиком он подписал соглашение, последствием которого стало создание Совета по сотрудничеству Республики Сербской с Сербией. Также Тадич выразил поддержку усилиям Боснии и Герцеговины по её присоединению к Европейскому союзу и НАТО.
На посту Президента вёл в основном прозападную внешнюю политику. В 2005 году встретился в Ватикане с Бенедиктом XVI, тем самым улучшив исторически натянутые отношения между Ватиканом и Сербской православной церковью. Это была первая встреча главы сербского государства с Папой.
Восьмичасовые дебаты с участием Бориса Тадича в сербском парламенте в июле 2007 года окончились почти единогласным принятием резолюции по Косово, её суть заключалась в предоставлении Косово самой широкой автономии в рамках единого государства.

## Второй президентский срок

### Избрание
Борис Тадич выступал за досрочные президентские выборы, которые требовались в связи с принятием новой Конституции. Спикером парламента была установлена дата проведения новых выборов —  20 января 2008 года. «Демократическая партия» вновь выдвинула кандидатом своего лидера, первый предвыборный съезд прошёл в Нови-Саде.  Его кандидатуру также поддержали Г17+, венгерские и цыганские партии. Кампания по переизбранию велась под лозунгом «За сильную и стабильную Сербию» (серб. «За јаку и стабилну Србију») в первом туре и «Покорим Европу вместе!» (серб. «Да освојимо Европа заједно!») во втором. Каждую неделю Борис Тадич отвечал на 10 самых интересных вопросов на веб-сайте кампании в формате видеоответа на платформе YouTube. Выступал за территориальную целостность Сербии и её суверенитет над регионом Косово и Метохия, его политика была прозвана «и Косово, и ЕС», что подразумевало борьбу за сохранение самопровозглашённой республики в составе Сербии и одновременное выполнение критериев для приближения к ЕС. 3 февраля 2008 года Тадич вновь обошёл Томислава Николича, набрав 50,31 % голосов. В своей новой инаугурационной речи своими задачами обозначил защиту интересов всех граждан Сербии, экономический прогресс страны, европейские перспективы и защиту целостности государства.

### Деятельность
Сразу же после того, как Республика Косово провозгласила независимость, Тадич призвал Совет Безопасности ООН срочно отреагировать и аннулировать акт. Он заявил, что проблема Косова не была решена провозглашённой в одностороннем порядке независимостью и обратился к международным институтам с просьбой найти решение в рамках Совета Безопасности ООН для продолжения переговоров. Был категорически не согласен с решением Джорджа Буша поставить в Косово оружие.
В феврале 2008 года в Белграде прошла встреча Тадича с Дмитрием Медведевым и Сергеем Лавровым, в ходе которой Сербия получила поддержку России по вопросу Косова и подписала соглашение по газопроводу «Южный поток».
После того как KFOR и Корпус защиты Косова сформировали новые силы безопасности в январе 2009 года, Борис Тадич направил письмо протеста генеральному секретарю НАТО, в котором объявил, что Сербия рассматривает эти силы как незаконную военизированную организацию, представляющую угрозу безопасности страны и угрозу миру и стабильности на Балканах, он призвал к демилитаризации Косова и соблюдению международного права.
13 марта 2008 года президент Тадич подписал указ о роспуске парламента страны и назначении досрочных парламентских выборов на 11 мая. Ради них он собрал большую проевропейскую коалицию «За европейскую Сербию — Борис Тадич», и она набрала 38 % голосов, больше, чем любая другая партия. Но она не смогла сформировать правительство, как хотела, с «Либерально-демократической партией», в связи с чем пришлось создавать коалиционное правительство с «Социалистической партией Сербии», чтобы не допустить евроскептические настроения во власти.
29 апреля в Люксембурге от имени Сербии заместителем премьер-министра было подписано Соглашение об ассоциации с Европейским союзом, а 27 июня 2008 года Коштуница был отправлен в отставку (он считал, что Сербия не должна подписывать никаких соглашений с ЕС), новым премьер-министром был назначен Мирко Цветкович.
После войны в Грузии и признания Россией Абхазии и Южной Осетии Тадич отказался признавать так же независимость этих двух регионов, хотя, по его словам, он уважает поддержку Сербии Россией в отношении Косова, он сослался на то, что по Конституции Президент должен защищать интересы своей страны, а не интересы каких-либо других стран в мире.
В десятую годовщину бомбардировок Югославии, выступая перед Советом Безопасности ООН в Нью-Йорке, Президент назвал операцию НАТО трагической военной кампанией, а на день памяти жертв в Сербии прошло заседание Правительства, в котором указали на то, что натовские бомбардировки «не решили проблему Косово и Метохии и не защитили права человека», в завершение своей речи премьер-министр Цветкович сказал: «невинные жертвы напоминают Сербии о том, что за свои интересы она должна бороться ответственно и цивилизованно».
В апреле 2009 года выступил с идеей конституционной реформы, которая бы смогла приблизить Сербию к двухпартийной системе, удачной по его мнению, но его предложения так и не были реализованы.
Результатом встречи Бориса Тадича с заместителем председателя Еврокомиссии в ноябре 2009 стало принятие решения отменить визы для граждан Сербии.
В январе 2010 года Тадич посетил Косово, где он поздравил албанцев на албанском языке с новым годом и встретился с косовскими сербами.
В октябре 2010 года в Белграде прошёл гей-парад, впервые после 2001 года, свой протест выразили представители праворадикальных движений, они забрасывали камнями полицейских, поджигали машины и грабили магазины, а также атаковали штаб-квартиру «Демократической партии». Сербская полиция задержала более двухсот участников беспорядков, а нанесённый столице ущерб превысил 1 миллион евро.
В отчёте за 2011 год организация «Freedom House» охарактеризовала ситуацию со СМИ в Сербии при Борисе Тадиче как «в целом свободную», хотя считалось, что большинство СМИ так или иначе связаны с конкретными политическими партиями.
В феврале 2012 года в Брюсселе прошли переговоры между делегациями Сербии и Республики Косово, итогом стало принятие соглашения, благодаря которому Косово могло входить в региональные организации как их полноправный член под своим именем, а Сербия стала ближе к евроинтеграции. 1 марта Европейский совет предоставил Сербии статус страны-кандидата на вступление в ЕС.

## Президентская кампания 2012 года
Борис Тадич подал в отставку в начале апреля 2012 года из экономических соображений. Президентские выборы, которые должны были пройти осенью, перенеслись и состоялись в один день с парламентскими, 6 мая. Это решение должно было сберечь бюджет. В обществе обсуждалась законность третьего мандата Тадича, им она была обоснована тем, что первый раз он был избран во время действия другой Конституции.
На этот раз Николич, теперь уже член «Сербской прогрессивной партии», смог одержать победу над Тадичем во втором туре. Экс-президент получил 47,31 % голосов.
На парламентских выборах вокруг Тадича была создана партийная коалиция «Выбор за лучшую жизнь — Борис Тадич», которая набрала 22,07 %, заняв второе место и уйдя в оппозицию.